# Samuel Owusu
Samuel Owusu (Acra, 28 de marzo de 1996) es un futbolista ghanés que juega en la demarcación de extremo para el Maccabi Petah Tikva FC de la Liga Leumit.

## Selección nacional
Hizo su debut con la selección de fútbol de Ghana el 9 de junio de 2019 en un partido amistoso contra Namibia que finalizó con un resultado de 0-1 a favor del combinado namibio tras el gol de Manfred Starke.

## Clubes
| Club                      | País           | Año       | Partidos | Goles |
| ------------------------- | -------------- | --------- | -------- | ----- |
| FK Radnik Surdulica       | Serbia         | 2014-2016 | 43       | 7     |
| Gençlerbirliği SK         | Turquía        | 2016-2017 | 3        | 1     |
| FK Čukarički              | Serbia         | 2017-2019 | 71       | 11    |
| Al-Fayha FC               | Arabia Saudita | 2019-2020 | 29       | 7     |
| Al-Ahli Saudi FC (cedido) | Arabia Saudita | 2020-2021 | 12       | 3     |
| Al-Fayha FC               | Arabia Saudita | 2021-2022 | 44       | 8     |
| FK Čukarički              | Serbia         | 2022-2023 | 39       | 1     |
| Neom SC                   | Arabia Saudita | 2024      | 24       | 5     |
| OFK Beograd               | Serbia         | 2024-2025 | 23       | 3     |
| Maccabi Petah Tikva FC    | Israel         | 2025-     |          |       |